# Hällberget
Hällberget est une montagne des Alpes scandinaves située près de Kaxås et Offerdal dans le Jämtland en Suède.

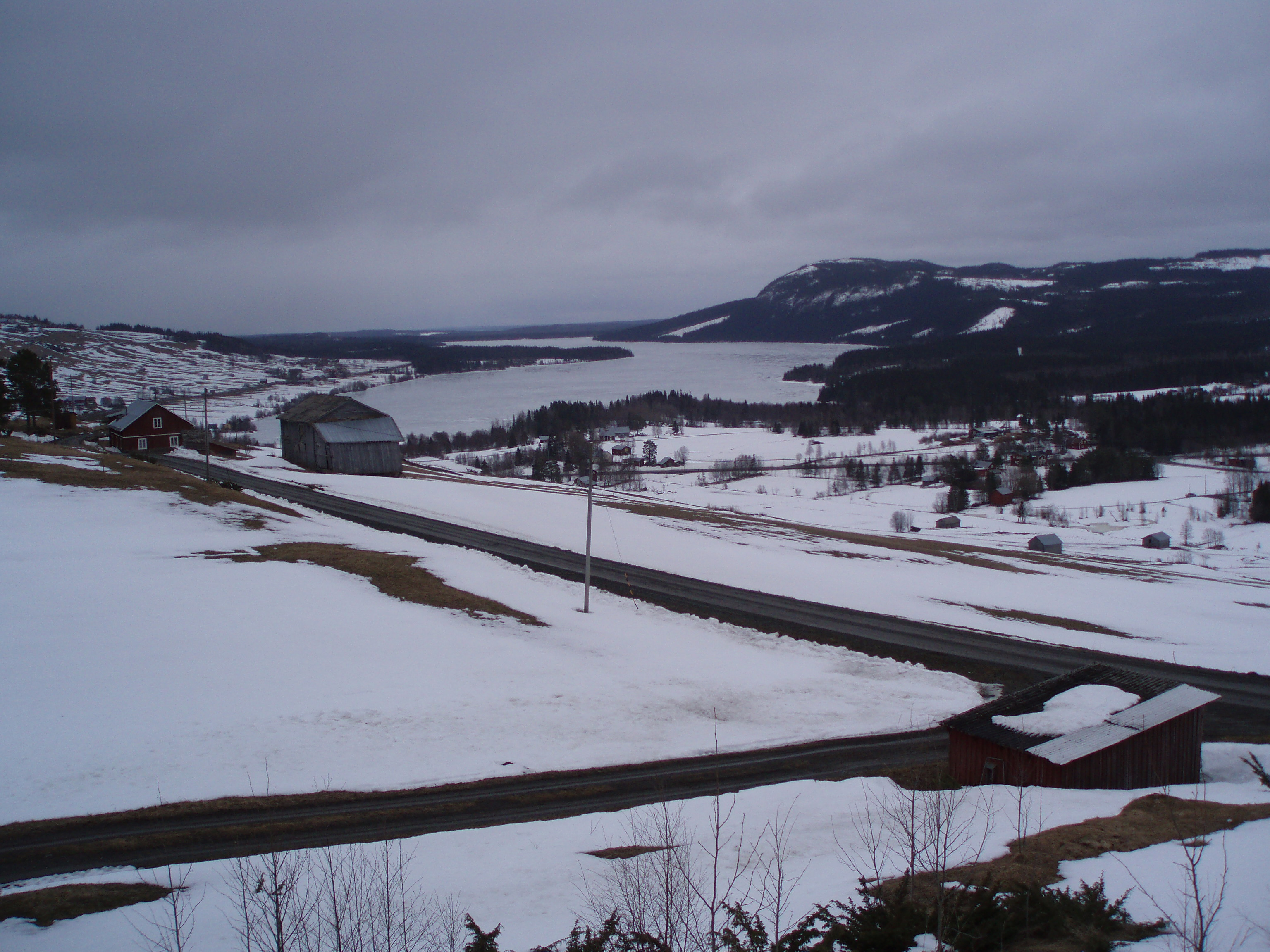
Hällberget et Kaxås en hiver